# Skye Edwards
Skye lub Skye Edwards (ur. 27 maja 1974 we wschodnim Londynie jako Shirley Klarise Yonavive Edwards) – brytyjska piosenkarka, autorka tekstów.

## Życie prywatne
Zdecydowała się skrócić swoje imię do Skye – skrótowca powstałego z pierwszych liter jej pełnego imienia i nazwiska. Wyszła za mąż za basistę Steve'a Gordona. Mają trójkę dzieci. Skye śpiewała na dwóch akcjach charytatywnych: Perfect Day w 1997 i Band Aid 20 w 2004.

## Kariera

### Morcheeba
Jej kariera zaczęła się w roku 1994, kiedy ona i bracia Godfrey stworzyli zespół Morcheeba i wydali razem pięć albumów z Skye jako główną wokalistką. W tym czasie stworzyła swój pseudonim artystyczny przez połączenie wszystkich pierwszych liter z jej pełnego nazwiska. W 2003 roku opuściła zespół.

### Mind How You Go
Debiut Skye – album Mind How You Go został wydany 27 lutego 2006 roku w Europie. Pierwszy singiel Love Show był hitem wśród stacji radiowych. Następnym singlem była piosenka What's Wrong With We. Zostały wydane teledyski do obu piosenek.
Pytana o swój album odpowiadała: People ask what this record means to me, but that's an alien question because I've been living and breathing it (...) It's not a question of what it means to me. This record is me. („Ludzie pytają mnie co te nagrania dla mnie znaczy, ale to jest obce pytanie, ponieważ ja żyję i oddycham tym nagraniem (...) To nie pytanie co album znaczy dla mnie. Ja jestem tym nagraniem”)

### Keeping Secrets
Drugi album Skye Keeping Secrets został wydany w październiku 2009 roku. Pierwszy singiel I Believe został wydany równocześnie z teledyskiem do niego. Wideo razem z kilkoma nowymi piosenkami były umieszczone w serwisie MySpace.com, na jej profilu.

### Inne piosenki
W 2008 roku Skye współpracowała z Marcem Collinem z grupy Nouvelle Vague. Collin skompilował album Hollywood, Mon Amour, składający się z popularnych piosenek z filmów z lat 80. XX w. Skye zaśpiewała na nim kilka piosenek między innymi utwór grupy Blondie Call Me i Duran Duran A View To A Kill.
Skye wykonała również cover zespołu Gorillaz Feel Good Inc na żywo w radiu KCRW.

### Powrót do Morcheeby
W 2010 roku wokalistka wróciła do Morcheeby. Razem z zespołem w lipcu 2010 wydała album Blood Like Lemonade.

## Dyskografia
- Mind How You Go (2006)
- Keeping Secrets (2009)
- Back to Now (2012)
- In A Low Light (2015)